# Frans de Hulst

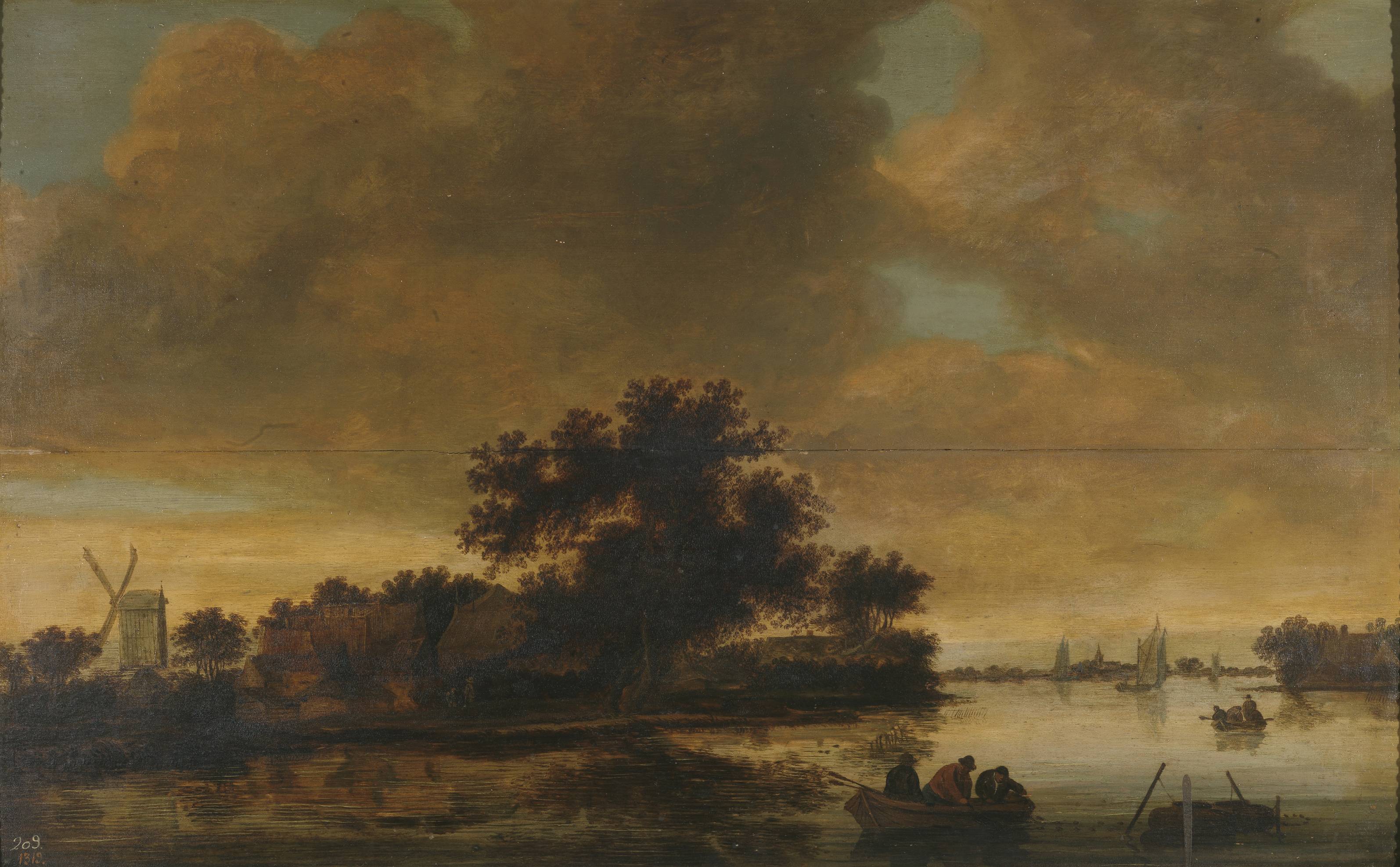
Paisaje fluvial con barcas y un molino en la orilla, óleo sobre tabla, 50 x 81 cm, Madrid, Museo del Prado.

Frans Anthonisz. de Hulst (Haarlem, ca., 1606-1661) fue un pintor barroco neerlandés, especializado en la pintura de paisajes.

## Biografía
Discípulo de Pieter Mulier I, en 1631 ingresó en el gremio de Haarlem donde permaneció hasta su muerte, el 29 de diciembre de 1661. Influido por los paisajes de Jan van Goyen y de Salomon van Ruysdael, es conocido por sus paisajes costeros con fortificaciones y playas con el mar en calma y barcas de pesca faenando junto a los diques. Es precisamente por esa forma característica de pintar la superficie plana del agua por lo que en el Museo del Prado se le ha atribuido un paisaje procedente de la colección de la reina Isabel de Farnesio que antiguamente estuvo considerado de Cornelis Molenaer.